# Dead and Gone
Dead and Gone is een nummer van de Amerikaanse rapper T.I. afkomstig van zijn zesde studioalbum Paper Trail. Het nummer is de derde Europese single en een samenwerking met zanger Justin Timberlake, die het nummer meeproduceerde. Het is hun tweede samenwerking, na Timberlakes My Love uit 2006.
Rob Knox is een van de producers van het nummer en moest naar eigen zeggen, zijn gevoel erin leggen om het te produceren. Het nummer gaat over T.I.'s beste vriend Philant Johnson die vermoord werd op 3 mei 2006, toen T.I.'s crew in een schietpartij terechtkwam. Hij zegt aan het begin van het nummer Who ever thought I'd never see Philant no more en Hey Phil this is for you.
Dit nummer was als eerste single bevestigd door coproducers Rob Knox and Sam Moody. T.I. bevestigde zelf later de release van de single. Het verkreeg veel airplay na deze bekendmaking.

## Videoclip
De videoclip is geregisseerd door Chris Robinson en gefilmd in de eerste week van februari in Los Angeles. De clip verscheen het eerst op internet een paar uur voor de officiële releasedatum (17 februari). De video eindigt als T.I. uit zijn auto stapt en de gevangenis betreedt met achter hem de poorten die sluiten. Dit is een verwijzing naar de veroordeling van de rapper, die vanwege drugs- en wapenbezit ruim een jaar de cel in moet.

## Hitnotering
| Dead and Gone in de Nederlandse Top 40 - binnen: 4 april 2009 | Dead and Gone in de Nederlandse Top 40 - binnen: 4 april 2009 | Dead and Gone in de Nederlandse Top 40 - binnen: 4 april 2009 | Dead and Gone in de Nederlandse Top 40 - binnen: 4 april 2009 | Dead and Gone in de Nederlandse Top 40 - binnen: 4 april 2009 | Dead and Gone in de Nederlandse Top 40 - binnen: 4 april 2009 | Dead and Gone in de Nederlandse Top 40 - binnen: 4 april 2009 |
| Week                                                          | 1                                                             | 2                                                             | 3                                                             | 4                                                             | 5                                                             |                                                               |
| ------------------------------------------------------------- | ------------------------------------------------------------- | ------------------------------------------------------------- | ------------------------------------------------------------- | ------------------------------------------------------------- | ------------------------------------------------------------- | ------------------------------------------------------------- |
| Nummer                                                        | 32                                                            | 31                                                            | 22                                                            | 27                                                            | 40                                                            | uit                                                           |

| Nummer | 21 | 1 | 1 | 1 | 1 | 2 | 2 | 3 | 3 | 7 | 9 | 9 | 11 | 14 | 16 | 34 | uit |